# Moms' Night Out
Moms' Night Out es una película de 2014 dirigida por Andrew Erwin y Jon Erwin, y escrita por Jon Erwin y Andrea Gyertson Nasfell. La película es protagonizada por Sarah Drew, Sean Astin, Patricia Heaton y Trace Adkins. Fue estrenada el 9 de mayo de 2014, en 1,044 cines.

## Sinopsis
Allyson Field escribe una publicación de blog infeliz sobre su estrés constante y sus sentimientos de insuficiencia. Aunque está felizmente casada y tiene tres hijos, Allyson está acosada por la ansiedad y encuentra consuelo en su mejor amiga Izzy y su mentora Sondra. El esposo de Allyson, Sean , recomienda una noche de fiesta para su estresada esposa, por lo que ella, Izzy y Sondra planean una velada en un elegante restaurante chino.

## Elenco
- Sarah Drew como Allyson.[2]
- Sean Astin como Sean.[2]
- Patricia Heaton como Sondra.[2]
- Trace Adkins como Bones.[2]
- David Hunt como Cabbie.
- Andrea Logan White como Izzy.
- Robert Amaya como Marco.
- Abbie Cobb como Bridget.
- Harry Shum, Jr. como Joey.[3]
- Alex Kendrick como Pastor Ray.[4]
- Anjelah Johnson como anfitriona de restaurante.
- Kevin Downes como Kevin.
- Manwell Reyes como chico en escritorio.
- Sammi Hanratty como Zoe.
- Jason Burkey como DJ.

## Producción
La filmación comenzó y terminó en junio de 2013 en Birmingham, Alabama.  Terminó el 24 de junio.

## Recepción
En Rotten Tomatoes tiene un 18% basado en 38 críticas. En Metacritic, tiene un 25 sobre 100.
La película recaudó $4.2 millones en su primer fin de semana, terminando en séptimo lugar. A partir del 13 de julio de 2014 la película recaudó $10.5 millones.

## Premios
En 2015, la película ganó un Dove Award, en la categoría Película inspiradora del año.